# Moše Meron
Moše Meron (hebrejsky: משה מרון, rodným jménem Moses Segal, narozen 22. března 1926 – 6. října 2023) byl izraelský politik a poslanec Knesetu za stranu Likud.

## Biografie
Narodil se v Německu ve městě Königsberg, dnes Kaliningrad v Rusku. V roce 1936 přesídlil do dnešního Izraele. Vystudoval právo na Jerusalem School of Law. V letech 1948–1949 působil jako právník v izraelské armádě u vojenského letectva.

## Politická dráha
Zasedal v samosprávě města Ramat Gan, kde byl v letech 1969–1977 místostarostou. V izraelském parlamentu zasedl po volbách v roce 1977, do nichž šel za stranu Likud. Stal se členem výboru pro ústavu, právo a spravedlnost, výboru pro ekonomické záležitosti a výboru pro vzdělávání a kulturu. Předseda výboru House Committee. Zastával rovněž post místopředsedy Knesetu. Ve volbách v roce 1981 mandát neobhájil. Po odchodu z Knesetu pracoval jako právník, zasedal ve správních radách několika firem a vzdělávacích ústavů. V roce 1981 se opět stal místostarostou Ramat Ganu.